# Жінки в Чорногорії

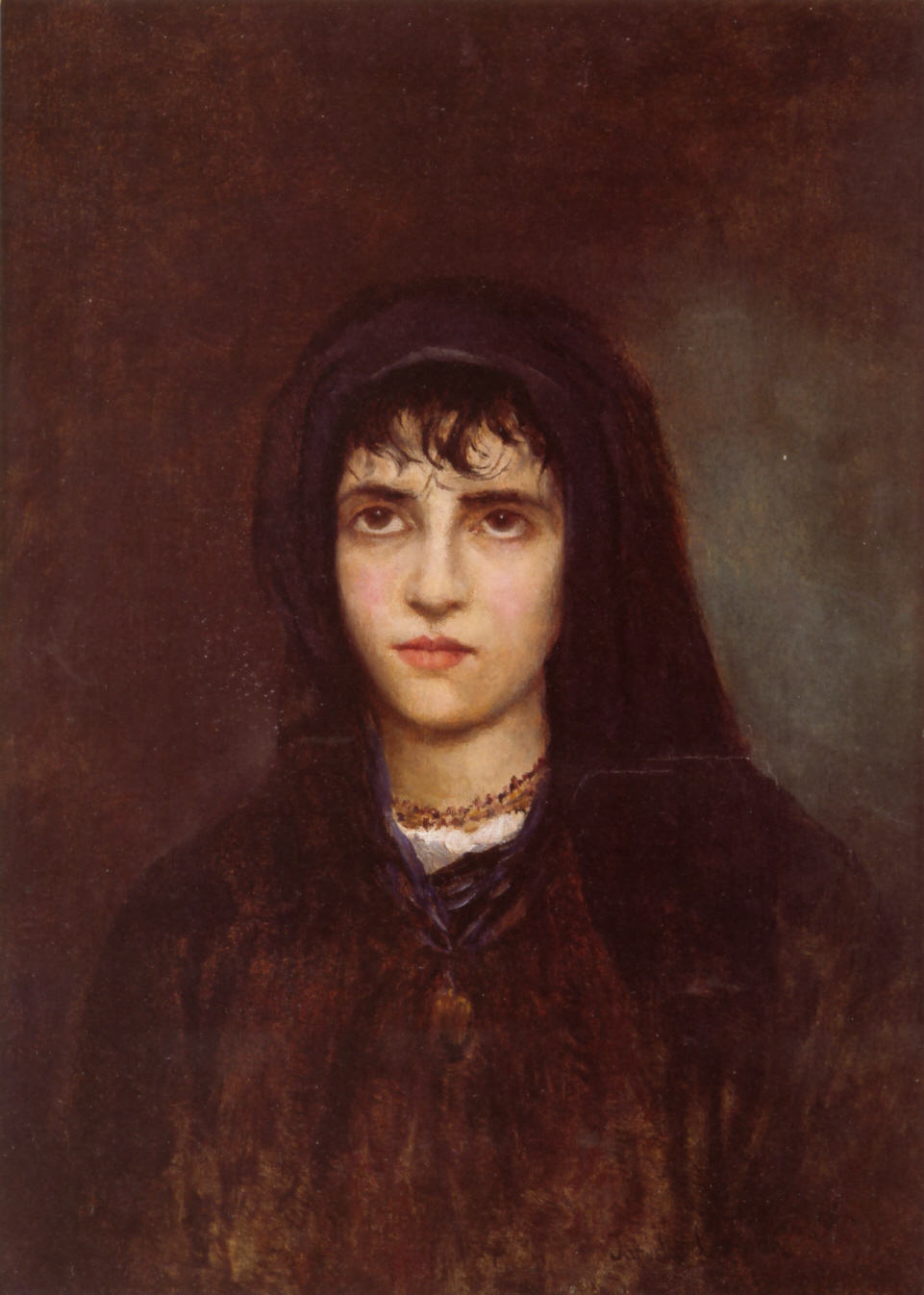
Ярослав Чермак. «Чорногорки». 1865

Жінки в Чорногорії грають важливу роль в житті суспільства. У сучасному суспільстві спостерігається більш шанобливе ставлення до жінок порівняно з ситуацією вікової давнини.

## Історія
Один з найраніших описів ролі жінок у чорногорському суспільстві давала газета The New York Times 5 листопада 1880 року, іронічно відзначаючи, що хоча жінки і чоловіки ділять роботу в полі порівну, при цьому при переходах жінка сама несе всі речі, які зібрав чоловік. Жінки, за словами тієї ж газети, вели домашнє господарство, займалися в'язанням і прядінням. Нідерландський письменник Генрі ван дер Мандере ще більш критично оцінював роль жінки в чорногорському суспільстві: він стверджував, що дружина фактично безправна і зобов'язана тільки нести поклажу слідом за чоловіком, а донька зобов'язана підкорятися волі батька; порівнював жінку з рабом і тягловою твариною, якій не дозволялося сидіти за одним столом з чоловіками; краса ж чорногорських дівчат танула, коли вони ставали дружинами. За словами антрополога Зорки Милич, ставлення до жінки залежало також від того, скільки у неї синів і дочок: повагою користувалися жінки, в яких було багато синів.
Ситуація змінилася після народно-визвольної війни в Югославії, коли жінкам надали право на отримання середньої та вищої освіти, участі в суспільно-політичному житті, але при цьому серед людей старшого покоління залишались переконання, що жінка зобов'язана в першу чергу дбати про господарство і дітей.

## Роль у суспільстві
Жінки Чорногорії вважаються одними з найвищих у світі (середній зріст 171 см). У рейтингу фертильності (числа дітей на одну жінку), за даними Світового банку, від 2002 до 2010 року спостерігалося зниження (з 1,77 у 2002 році до 1,66 у 2010 році). 
Згідно з сучасним законодавством Чорногорії, чоловіки і жінки рівні у правах. Також всі жінки, незалежно від віку, зобов'язані мати однакові права і можливості у всіх сферах життя, відповідно до Національного плану щодо досягнення статевої рівності; їм гарантується захист від насильства (зокрема й сексуального).
Залежно від регіону, жінки можуть проживати як у консервативній патріархальній частині чорногорського суспільства, так і в більш сучасному. В сім'ї, як правило, главою є чоловік, а жінка допомагає йому вести господарство. За словами телеканалу «Аль-Джазіра», в старовину в чорногорському суспільстві народження доньки не завжди віталося, оскільки рід повинен був продовжувати син, внаслідок чого почалися селективні аборти, які мають місце і понині. Консервативні кола, проте, борються проти подібних дій, вводячи соціальну рекламу із закликами заборонити аборти.

## Знамениті чорногорки
- Єлена Чорногорська (1873—1852), принцеса Чорногорії, в шлюбі з Віктором Еммануїлом III — королева Італії.
- Дівна Векович (1886—1944), перша жінка-лікарка у Чорногорії і перекладачка (авторка перекладу французькою поеми «Гірський вінець» авторства Петра II Негоша-Петровича і віршів Йована Йовановича-Змая)[6].
- 8 жінок відзначено званням Народних героїв Югославії завдяки внеску в перемогу над фашизмом у народно-визвольній війні Югославії:
  - Джина Врбиця[ru]
  - Милиця Вучинич[sr]
  - Єлиця Машкович[sr]
  - Вукиця Митрович[ru]
  - Вукосава Мичунович[sr]
  - Добрила Ойданич[sr]
  - Любиця Попович[ru]
  - Єлена Четкович[ru]
- Саня Дам'янович (нар. 1976), фізик-ядерник, доктор філософії з фізики, міністр освіти від 2016 року